# Личности, свързани с Руско-турската война (1877 – 1878)
Това е списък на личности, свързани с Руско-турската война (1877 – 1878).

## Военни

### Русия
- Йосиф Гурко, командващ Предния отряд / настъплението към Стара планина и Тракия през лятото на 1877 г. / и Западния отряд / настъплението към гр. София през зимата на 1877/1878 г. /.
- Валериан Дерожински, командир на Стрелкова бригада, командващ на Габровския отряд, който охранява връх Шипка през юли 1877 г.
- Михаил Драгомиров, командир на XIV Пехотна дивизия, командващ десанта при гр. Свищов
- Казимир Ернрот, командир на XI Пехотна дивизия
- Николай Криденер, командир на IX Армейски корпус, началник на Западния отряд, командващ превземането на гр. Никопол и втората атака срещу гр. Плевен
- Петър Святополк-Мирски, командир на една от частите в битката при с. Шейново
- Михаил Николаевич, главнокомандващ на Задкавказкия театър на военните действия
- Константин Никифоров, подпоручик в XXVI Артилерийска бригада, след Освобождението военен министър на Княжество България
- Николай Николаевич, главнокомандващ на Балканския театър на военните действия
- Александър Александрович, командир на Източния Руски отряд
- Фьодор Радецки, командир на VIII Армейски корпус, командващ отбраната на връх Шипка през септември 1877 г. и настъплението на Южния отряд при с. Шейново през 1878 г.
- Михаил Скобелев, командващ колона при гр. Ловеч, Пехотна дивизия при гр. Плевен и с. Шейново
- Николай Столетов, командир на Българското Опълчение и командващ отбраната на връх Шипка през август 1877 г.
- Едуард Тотлебен, командващ превземането на гр. Плевен
- Аполон Цимерман, командир на XIV Армейски корпус, командващ на Долнодунавския отряд
- Алексей Шаховски, командир на XI Армейски корпус
- Иван Шаковски, командир на I Кавалерийска дивизия при гр. Плевен
- Юрий Шилдер - Шулднер, командир на V Пехотна дивизия, командващ първата атака срещу гр. Плевен
- Виктор Дандевил, командир на III Гвардейска дивизия, участваща в освобождението на гр. Етрополе, гр. Пловдив и гр. Асеновград
- Александър Имеретински, командир на II Пехотна дивизия и командващ Сборен отряд при гр. Ловеч
- Владимир Доброволски, командир на Стрелкова бригада и командващ колона при гр. Ловеч
- Иван Тутолмин, командир на Кавалерийска бригада
- Павел Карцов, командващ отряд при зимното преминаване на Стара планина
- Василий Лавров, командир на Лейбгвардейски Финландски полк
- Пьотър Вановски, командир на XII Армейски корпус
- Николай Святополк - Мирски, командир на IX Пехотна дивизия
- Дмитрий Милютин, военен министър
- Отон Раух, командир на II Стрелкова бригада от I Гвардейска пехотна дивизия
- Иван Ганецки, командир на Гренадирски корпус
- Николай Обручев, автор на стратегическия план за водене на войната
- Артур Непокойчицки, началник на Полевия щаб на действащата Дунавска руска армия
- Николай Веляминов, командир на XXXI Пехотна дивизия
- Александър Струков, адютант на княз Николай Николаевич, командир на Преден отряд от авангарда

на средната колона през заключителния етап на войната
- Павел Шувалов, командир на II Гвардейска Пехотна дивизия.
- Степан Макаров, морски офицер, провежда минни атаки срещу турския флот в Черно море
- Александър Деп, началник на инженерните войски
- Арзас Тергукасов, командир на Ереванския отряд
- Михаил Лорис - Меликов, командир на Действуващия Руски корпус на Кавказкия фронт.
- Едуард Делингсхаузен, командир на Северния отряд
- Василий Хейман, командир на главните сили на Действуващия Руски корпус на Кавказкия фронт
- Иван Лазарев, командир на войскова групировка на Кавказкия фронт
- Павел Зотов, командир на IV Армейски корпус
- Николай Масалски, началник на артилерията на Действуващата Руска армия
- Казимир Левицки, помощник на началника на Полевия щаб
- Василий Каталей, началник на свързочни войски, командир на III Гвардейска Пехотна дивизия
- Мартин Кучевски, помощник на началника на Полевия щаб
- Виктор Кренке, старши офицер на Шипченския отряд

### Османска империя
- Абдул Керим Надир паша, главнокомандващ на Балканския театър на военните действия
- Карл Детроа / Мехмед Али паша /, главнокомандващ на Балканския театър на военните действия, командир на Орханийската турска армия
- Ахмед Хефзи паша, командващ отбараната на с. Горни Дъбник
- Вейсел паша, командващ в битката при с. Шейново
- Ахмед Мухтар паша, главнокомандващ на Кавказкия фронт
- Осман паша, командир на Западната турска армия, командващ отбраната на гр. Плевен
- Сюлейман паша, командир на Централната турска армия, Източнодунавската турска армия, командващ атаката на гр. Стара Загора и Шипченския проход
- Валентин Бекер паша, командир на дивизия в Орханийската армия

## Политици и дипломати

### Русия
- Александър II, император на Русия и велик княз на Финландия
- Александър Горчаков, министър на външнитеработи на Русия
- Николай Игнатиев, дипломат подписал Санстефанския договор
- Александър Нелидов, дипломат подписал Санстефанския договор

### Османска империя
- Садулах бей, подписал Санстефанския договор
- Сафет паша, подписал Санстефанския договор

### Сърбия
- Милан Обренович, княз на Сърбия
- Милойко Лешанин, командир на Тимошкия Армейски корпус

### Румъния
- Карол I, княз на Румъния

## Други
- Михаил Газенкампф, завеждащ канцеларията на главнокомандващия, ръководител на военните кореспонденти на руската и чуждестранна преса
- Иван Аренс, интендант на Действуващата Руска армия на Балканския полуостров и член на Полевия щаб
- Павел Милюков, историк и политик, доброволец на Кавказкия фронт
- Димитър Моллов, лекар, ръководи санитарен влак на Червения кръст
- Василий Немирович-Данченко, писател, военен кореспондент
- Николай Пирогов, лекар – хирург
- Василий Верешчагин, художник – баталист
- Николай Дмитриев-Оренбургски, художник-баталист
- Всеволод Гаршин, писател-доброволец, военен кореспондент